# ジョージ・ジョンストン (スコットランドのサッカー選手)
ジョージ・ジョンストン（George Johnston、1998年9月1日 - ）は、イングランド・マンチェスター出身のサッカー選手。ボルトン・ワンダラーズFC所属。ポジションはDF。